# جيف بيل (كاتب خطابات)
جيف بيل (بالإنجليزية: Jeffrey Bell)‏ هو كاتب خطابات أمريكي، ولد في 13 ديسمبر 1943 في واشنطن العاصمة في الولايات المتحدة، وتوفي في 10 فبراير 2018 في Annandale, Virginia ‏ في الولايات المتحدة بسبب نوبة قلبية.